# Louis Didier Jousselin
Louis Didier Jousselin (Blois, 1 d'abril del 1776 – Vienne-en-Val, 3 de desembre del 1858) va ser un enginyer francès. Va construir un pont de fusta de tres quilòmetres de llargada en menys de 3 mesos durant el Setge d'Hamburg el 1813. El seu cognom apareix inscrit a la Torre Eiffel, atès que Gustav Eiffel considerava que la Torre Eiffel no hauria estat possible sense el treball previ de Jousselin.
Louis Didier Jousselin nasqué a Blois el 1776 i morí a Vienne-en-Val el 1858 va ser admès com un dels primers alumnes que va tenir l'École Polytechnique, on es graduà dos anys més tard. Després de ser enginyer, el maig de 1808, va ajudar a fer el Canal del Nord prop de Maastricht.

## Setge de Hamburg
El 1811 el canal es va completar i Jousselin va ser nomenat enginyer en cap per a Hamburg, una ciutat que aleshores estava sota control francès. Fortificà la ciutat i aquesta va ser sotmesa a setge per les tropes de Rússia 

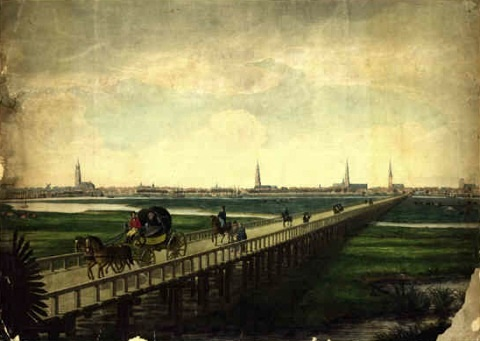
El pont de Hamburg

Jousselin construí un pont que va ser útil per defensar la ciutat del setge. Aquest pont va ser descrit com bonic i prodigiós. Aquest pont no va ser conservat i 4 anys més tard va ser destruït pels alemanys.

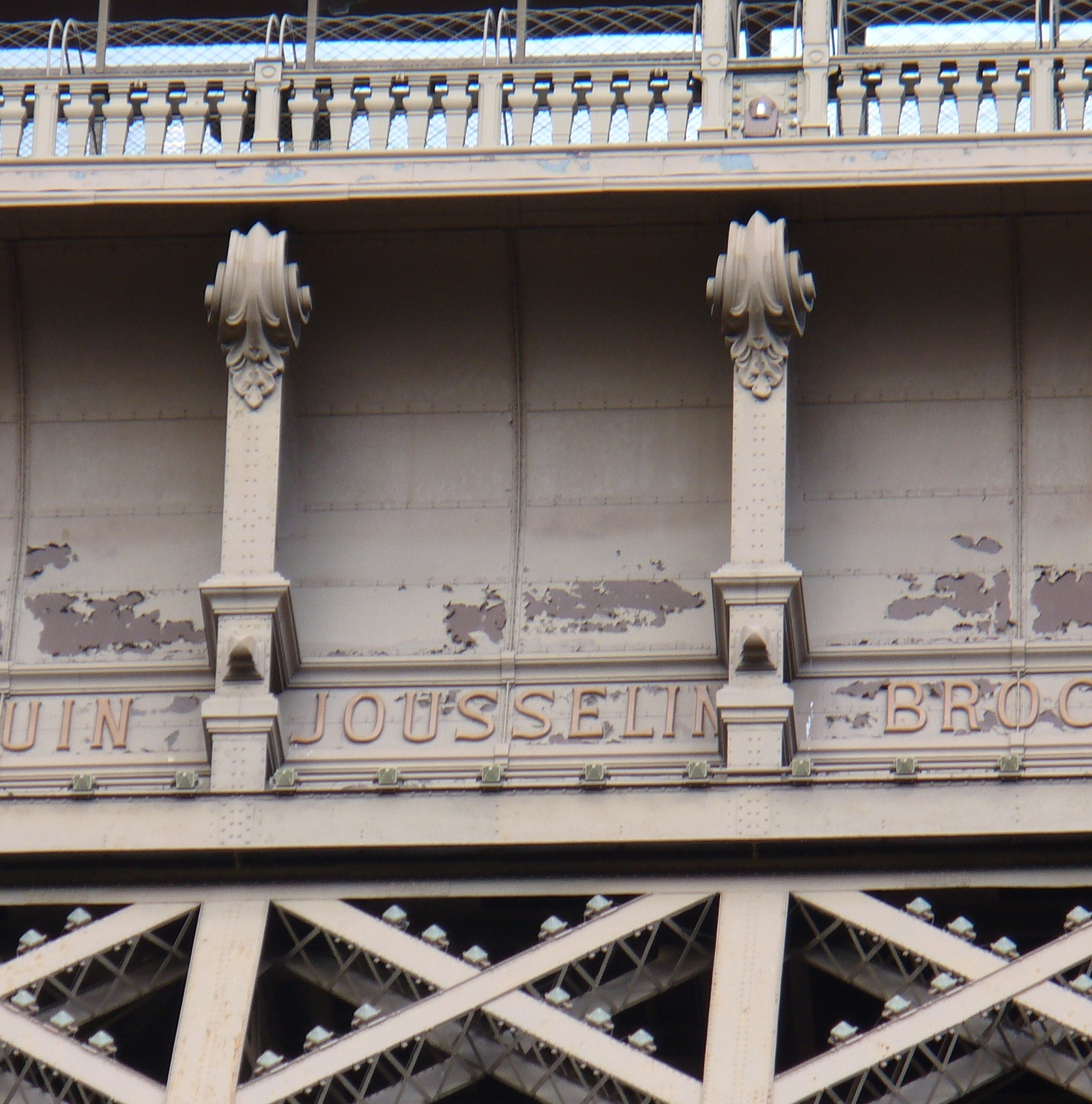
Nom de Jousselin inscrit a la Torre Eiffel